# Geisel (rivière)
La Geisel est une rivière dans l'arrondissement de la Saale en Saxe-Anhalt, Allemagne. Elle est un tributaire gauche de la Saale et donne son nom à la vallée Geiseltal et au lac artificiel Geiseltalsee.

## Géographie

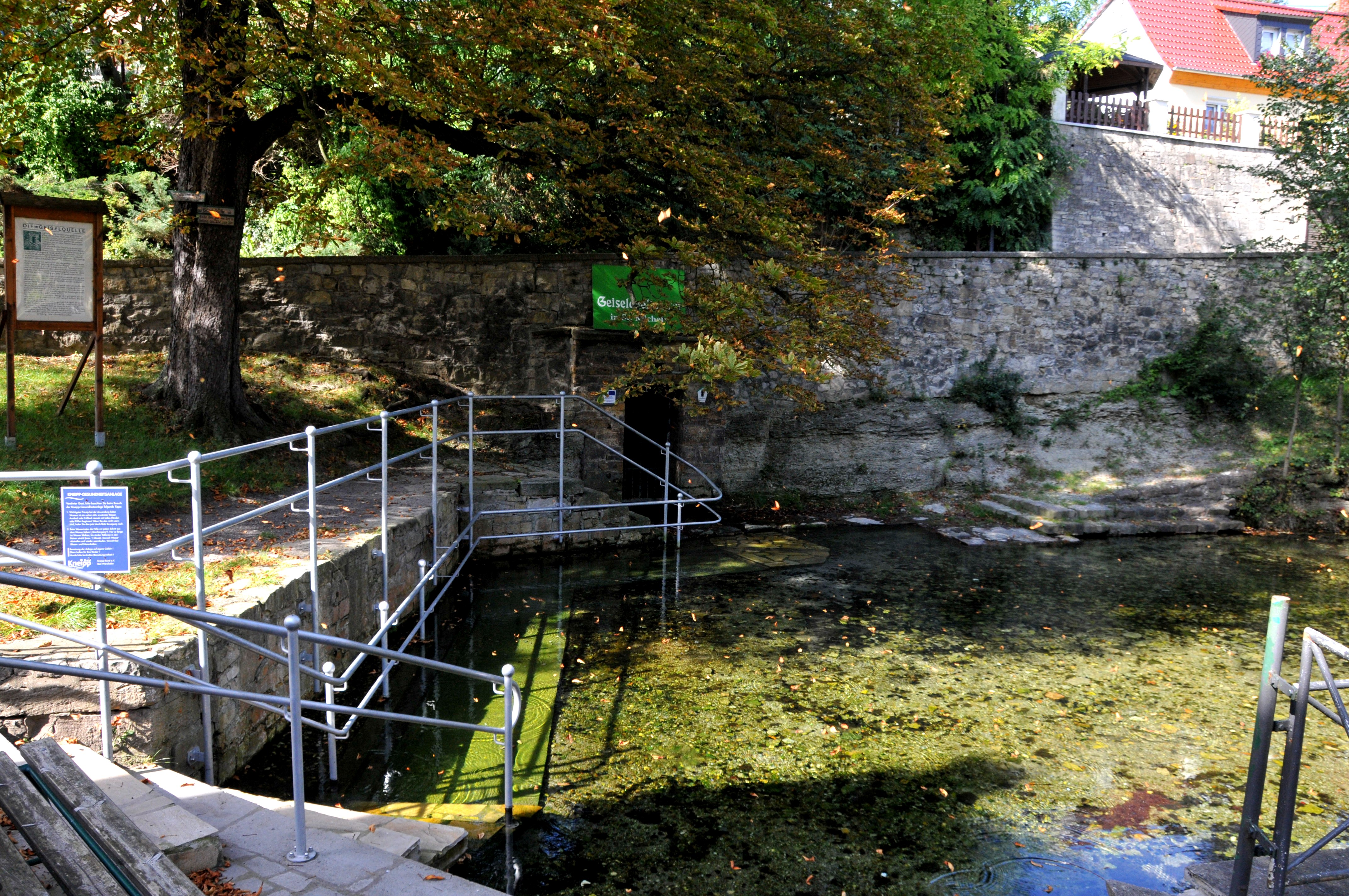
La source de la rivière Geisel.

La source de la Geisel se trouve à une altitude de 145 m à Sankt Micheln, un quartier de la ville de Mücheln. Elle était autrefois une des plus grandes sources en Allemagne centrale. Elle provient d'un bassin d'eau souterraine sous les hauteurs de calcaire coquillier de St. Micheln. La longueur du cours de la rivière est d'un peu moins de 22 km. Elle se jette dans l'étang Gotthardteich à Mersebourg dont l’émissaire, la Klia, se jette dans la Saale au nord de l'ancien office du prévôt de la cathédrale (Dompropstei) à altitude de 86 m(51° 22′ 17″ N, 11° 59′ 52″ E).
Sur la rive droite de la Geisel, à environ 1 km en dessous de sa source, jaillissent les «sources des 12 Apôtres», qui se déversent dans quelques étangs à truites.
L'embouchure originale de la Geisel dans la Saale se trouvait au sud de l'actuel pont de Neumarkt (Neumarktbrücke) près de la rue Oelgrube («fosse aux anguilles»)(51° 21′ 23″ N, 12° 00′ 11″ E). Avec la colonisation de la dépression entre la colline de la cathédrale et de Saint-Sixte, la Geisel, qui traverse un terrain marécageux, est canalisée et conduite au XIXe siècle. L'ancien drain est encore visible à l'extrémité sud-est du Gotthardteich(51° 21′ 07″ N, 11° 59′ 39″ E).

## Histoire
De nombreux moulins à eau ont été exploités le long de la rivière. Pour la première fois, son cours a été déplacé en 1540 afin d'assurer le bon fonctionnement des moulins grâce au nivellement. Les moulins n'existent plus.
En raison de l'avancée de l'exploitation du lignite dans les mines à ciel ouvert, la rivière Geisel a été détournée quatre autres fois de 1938 à 1965. Sur le site des anciennes mines à ciel ouvert, le Geiseltalsee a été créé. Il est alimenté par la rivière.
La rivière Geisel était riche en poissons, mais depuis le XXe siècle des poissons vivent principalement en dessous de la source jusqu'à St. Ulrich, quartier de Mücheln. Néanmoins, on attrape à nouveau des carpes, des gardons et des rotengles .
Notamment pendant les années 2010, le débit de la rivière a diminué, partiellement due à l'utilisation des eaux de source comme eau potable.
La partie de la vallée de la rivière entre Frankleben et la limite ouest de la ville de Mersebourg est déclarée une zone de conservation du paysage en 2000.

## Lieux d'intérêt et tourisme

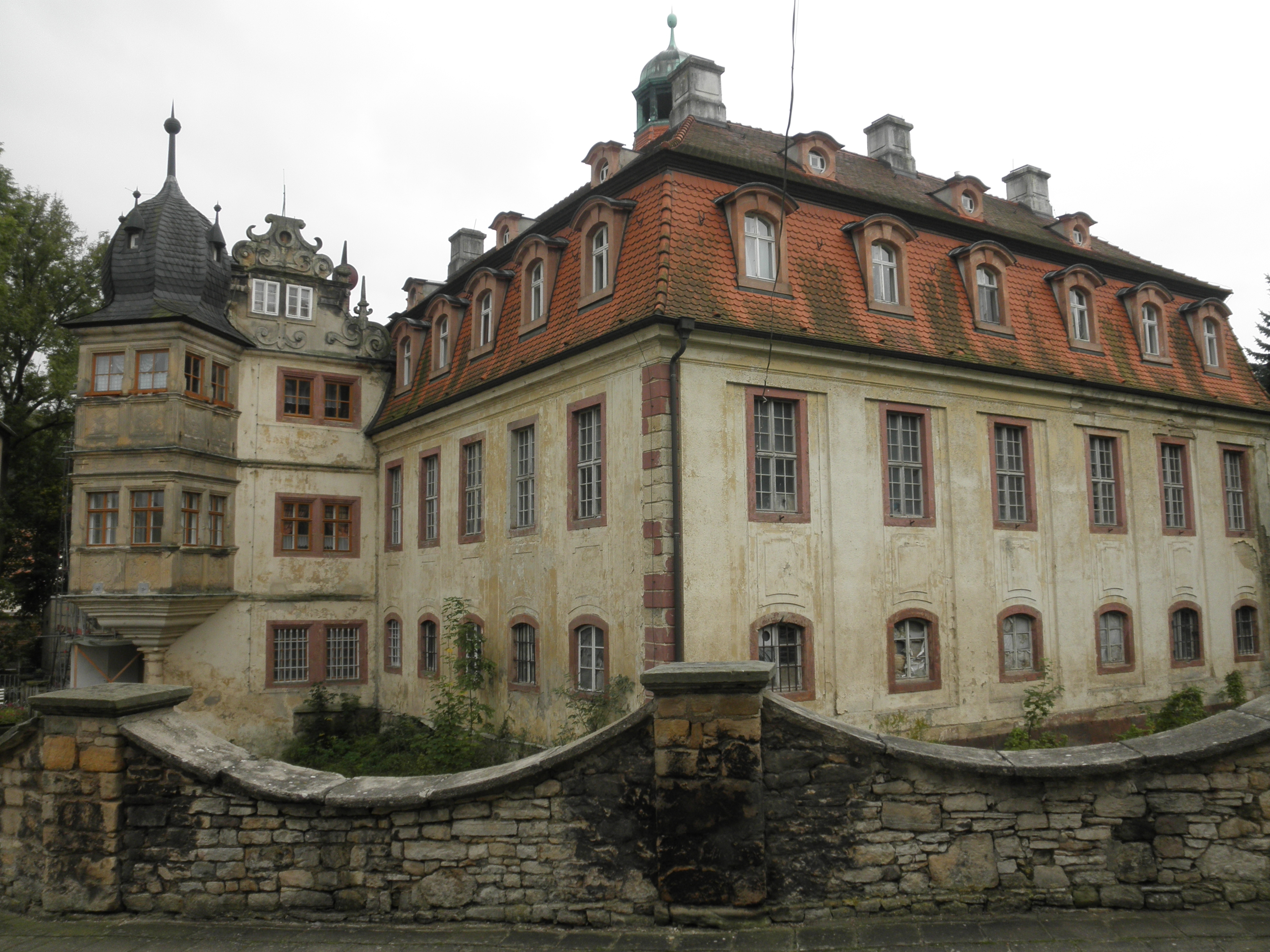
Le château de St. Ulrich.

L'église et le château fort de Sankt Ulrich, qui possède un jardin de château baroque, sont situés le long du cours de la rivière.
Un sentier de randonnée longe le Geisel et est balisé comme le Mühlenwanderweg («sentier des moulins»).
Le Geiseltalsee est devenu une zone des loisirs avec des points d'observation, des ports de plaisance, un vignoble, un jardin des blocs erratiques et un labyrinthe.